# Fannie Bloomfield Zeisler

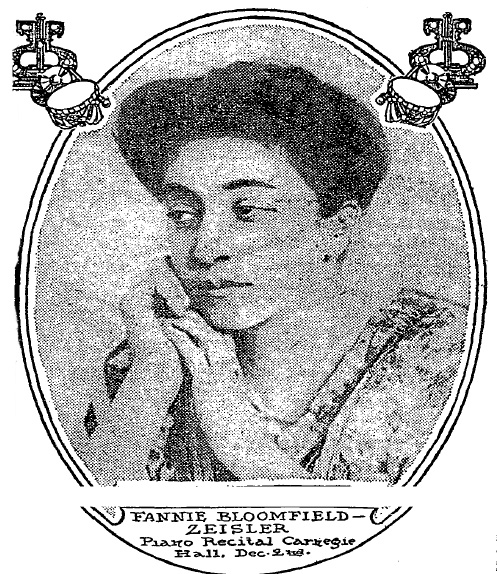
Porträt in der New York Times vom 26. November 1911

Fannie Bloomfield Zeisler (eigentlich Blumenfeld, * 16. Juli 1863 in Bielitz, Österreichisch-Schlesien; † 20. August 1927 in Chicago) war eine österreichisch-amerikanische Pianistin.

## Leben
1867 wanderte ihre Familie in die USA aus, wo sie sich in Chicago niederließ. Der Familienname wurde 1870 von Blumenfeld in Bloomfield geändert. Seit etwa 1871 wurde sie von Bernhard Ziehn in Chicago unterrichtet. 1877 hörte Annetta Jessipowa, die sich auf einer Tournee durch die USA befand, das Kind spielen und empfahl, sie als Schülerin zu Theodor Leschetizky zu schicken. 1878 reiste sie nach Österreich zurück, um bei Leschetizky zu studieren. Während des Aufenthalts in Österreich änderte sie auch dort ihren überkommenen Namen in Bloomfield. 1883 kehrte sie nach Chicago zurück. 1884 gab sie ihr Debüt in Chicago, 1885 in New York. 1885 heiratete sie den ebenfalls in Bielitz gebürtigen Rechtsanwalt Sigmund Zeisler (1860–1931). Im Jahre 1888 kehrte sie zu weiterer Ausbildung erneut nach Wien zu Leschetizky zurück.
Am 19. Oktober 1893 gab sie ihr Debüt in Berlin mit den Berliner Philharmonikern. Von da an unternahm sie zahlreiche erfolgreiche Tourneen durch Europa und Nordamerika. Zum 6. August 1908 wurde sie zur Aufnahme von 12 Stücken für das Reproduktionsklavier Welte-Mignon eingeladen. Aufgrund des Verkaufserfolges spielte sie 1912 erneut 15 Titel ein.
Sie galt als eine der besten Pianistinnen ihrer Zeit. Ihr letztes Konzert gab sie im Februar 1925 in Chicago.
Der Philologe Maurice Bloomfield (1855–1928) war ihr Bruder, der Linguist Leonard Bloomfield (1887–1949) ihr Neffe.´